# پول تایر کانادا
پول تایر کانادا (به انگلیسی: Canadian Tire money) (به زبان بومی: argent Canadian Tire) یکای پول رایج در کشور کانادا است. مسئولیت کنترل این یکای پول برعهدهٔ کانیدین تایر قرار دارد.